# Michael Rosswess
Michael Rupert Rosswess (Dudley, 11 giugno 1965) è un ex velocista britannico.

## Palmarès
| Anno | Manifestazione | Sede   | Evento     | Risultato | Prestazione | Note                          |
| ---- | -------------- | ------ | ---------- | --------- | ----------- | ----------------------------- |
| 1989 | Europei indoor | L'Aia  | 60 m piani | Bronzo    | 6"59        |                               |
| 1992 | Europei indoor | Genova | 60 m piani | Bronzo    | 6"62        |                               |
| 1994 | Europei indoor | Parigi | 60 m piani | Bronzo    | 6"54        | Miglior prestazione personale |